# 908 Buda
908 Buda, asteroid glavnog pojasa. Otkrio ga je Max Wolf, 30. studenog 1918.

## Vanjske poveznice
- Minor Planet Center